# مشاريع التصنيع
يفسّر التصنيع بأنّه إنتاج واسع للسّلع التي تحول المواد الخام الأوليّة وأجزائها ومكوّناتها إلى سلع تامّة الصّنع باستخدام العمالة اليدوية و / أو الآلات. يمكن بيع السلع التّامة الصنع مباشرة للمستهلكين، إلى الشركات المصنعة الأخرى لإنتاج منتجات أكثر تطوّرا، أو لتجّار الجملة الذين يوزعون البضائع على تجار التجزئة.
وبالتالي، فإن شركة التصنيع هي أي شركة تستخدم المواد الخام أجزائها ومكوّناتها التمام تجهيز السّلع. تستخدم شركات التصنيع في الكثير من الأحيان الالات، والروبوتات، والحواسيب، والعمالة اليدويّة لإنتاج البضائع، وهي غالبا تستخدم خط التجميع، مما يمكّن من جمع المنتج خطوة خطوة، والالنتقال من محطة عمل إلى أخرى.
يمكن أن تختار شركات التصنيع بيع منتجاتها مباشرة إلى المستهلكين، أو إلى جهات التصنيع الأخرى، أو الموزعين، أو تجار الجملة.

## هناك أنواع عديدة من التّصنيع أبرزها

### التكراريّة
هذه الفئة، مع بعض الاستثناءات، من الأفضل وصفها بأنها تحتوي على خطوط إنتاج مخصصة تبرز نفس المادة، أو أنّها تعود إلى فئة المنتجات نفسها، على مدار الساعة طوال أيام السّنة. يؤدي تسريع أو إبطاء سرعة العملية إلى تعديل الاختلافات في طلب المستتهلكين. هناك القليل من نشاط الإعداد والتحويل. إذا لم تتمكن سرعة خط الذروة من مواكبة الطلب، يتم إضافة خط ثان. إذا لم يكن الطلب كافيا للخط الثاني المخصص، فيتم الوفاء به بواسطة خط ثان يعمل في الوضع المنفصل الذي يصنع أيضا منتجات أخرى.

### منفصلة
هذه البيئة شديدة التنوع. قد تكون المنتجات التي يتم تصنيعها متشابهة أو شديدة التباين. وكلما كانت المنتجات أكثر غرابة، كلما طالت مدة التركيب وإلزالة غير المنتجة.

### محّّلت العمل
نادرا ما تحتوي متاجر العمل على خطوط إنتاج، بل لديها مناطق إنتاج. قد تجمع المنطقة نسخة واحدة فقط من منتج، أو أكثر من اثنتي عشرة نسخة، أو حتى أكثر من أربعة وعشرون نسخة. في حالة نمو الطلب، يتم تحويل العملية إلى خط منفصل ويتم استبدال العمليات العمالية المختارة بمعدات آلية.
هذه المجالات الثلاث، هي سلسلة متصلة بالمنتجات الميكانيكية والكهروميكانيكية والإلكترونية والبرمجيات. في نهاية واحدة، التصنيع مستمر. في الطرف الآخر، هو متقطع للغاية. يجب أن يكون المصممون في النهاية المستمرة ضليعين ليس فقط في تصميم المنتج، ولكن أيضا تصميم معدات المعالجة. وكلما كان الإنتاج أكثر تكرارا، زادت احتمالية أن تهيمن البيئة على معدات آلية. نادرا ما يلامس موظفو الإنتاج المنتج؛ دورهم هو الإشراف على المعدات والتأكد من أنها تعمل بشكل صحيح.
يجب أن يكون المصممون في الطرف المنفصل ضليعين في تصميم المنتج ويعرفون متى يجب إشراك المعدات بدال من العمالة الإنتاج. يستطيع المصممون في بيئات محلّات العمل عموما تبرير معدات الإنتاج الآليّة ويجب أن يكونوا خبراء في تحليل التصميم بحيث يتم تصنيع المكونات أو المجموعات الفرعية أو الحصول عليها اقتصاديا. كما يجب أن يكونوا خبراء في فهم كيفية تجميع تصميمهم يدويا.
يحتوي المجالان المتبقيان على العديد من المقارنات لتلك التي تم وصفها للتو. والفرق الرئيسي هو أن العلماء والمهندسين الكيميائيين عادة ما «يصممون» المنتج، ويتم التعامل مع معدات المعالجة من قبل مهندسين متمرسين في تصميم متكرر و / أو منفصل. يوصف المنتج عادة بصيغة بالإضافة إلى قائمة من المواد.

### عمليّة (متكّررة)
هذه العمليات مشابهة للنوع التكراري من التصنيع وتدار طوال الوقت. الفرق الأساسي هو أن مواد الإنتاج هي الغازات، السوائل، المساحيق، أو المالط. في بعض الحالات، مثل التعدين، يمكن أن تكون مواد حبيبية أو مكتنزة. ان اعتبارات التصميم مماثلة، باستثناء التخصصات لإنشاء عملية الإنتاج والمنتج النهائي هو أكثر تنوعا.

### عمليّة (دفاع)
عمليات الدفعات المتشابهة مشابهة لـلنوع المنفصل من الصناعة ومن محالّت العمل. في بعض الأحيان، تكون كل دفعة واحدة هي كل ما يلزم لتلبية الطلب. في بعض الأحيان يستغرق عدة دفعات. ثم يتم تنظيف المعدات وتشغيل المنتج التالي. في بعض الحالات، يمكن أن تكون عمليات الدفعة ذات طبيعة مستمرة، مما يؤدّي إلى دفعة واحدة تلو الأخرى من نفس المنتج. هذا أمر شائع عندما لا يمكن تكوين تركيبة المواد الخام وفق المعايير صارمة. يجب تحليل كل دفعة وإدخال بعض التغييرات على الصيغة الاصلية لإخراج المنتج النهائي الذي يتوافق مع المواصفات. مرة أخرى، اعتبارات التصميم مماثلة والأنظمة أكثر تنوعا.
يدعم مشروع التصنيع الشركات في صناعات الهندسة حسب الطلب، والصناعة حسب الطلب، والصناعات الدّفاعيّة. تقوم هذه الصناعات بالتخطيط والتتبع والشراء والتكلفة بناء على أرقام المشروع أو العقد.

## تدعم المشاريع الصناعيّة المجا الت الرئيسية التالية
- إدارة العقود / المبيعات والوفاء بها، بما في ذلك تخفيض كلفة الشحن
- تخطيط سلسلة التوريد المتقدمة
- التكاليف
- التدابير
- تنفيذ أعمال التنفيذ، بما في ذلك تكميل التصنيع
- مالحقة مخزون مشروع العمل بما في ذلك الت ّكامل بإدارة المستودعات
- مشروع إدارة وجودة عالية في التصنيع

## توفر المشاريع الميزات الرئيسية التالية
- تعريف هيكل انهيار العمل
- تكامل نظام إدارة المشاريع
- الميزانية والتمويل
- تتبع التكلفة والتحكم
- التنبؤ النقدي
- الفوترة
- تحقق اإليرادات

## مشاريع التصنيع
مشاريع التصنيع هي عمليات مصممة إلنتاج منتجات كبيرة ومكلفة ومتخصصة مثل المنازل المخصصة، واألسلحة الدفاعية مثل حامالت الطائرات والغواصات، ومنتجات الطيران مثل طائرات الركاب، ومكوك الفضاء. إن عملية تصنيع المشروع تتسم بدرجة عالية من المرونة، ألن كل مشروع عادة ما يكون مختلفا اختالفا كبيرا عن المشروع الذي سبقه، حتى لو كان حجم المشروع ونفقاته ودرجة التخصيص عالية، يمكن أن يستغرق تصنيع المشروع وقت ا طويال للغاية حتى يكتمل.
مشروع التصنيع هو عملية مصممة إلنتاج منتجات فريدة ولكنها مماثلة. إنه يستفيد من متطلبات التصنيع الشائعة (وبالتالي الكفاءة)، مع السماح بالتخصيص في مجموعات «فريدة». يمكن إدارة الطلبات الفريدة مثل المشروع. وكلما ازدادت مكونات هذا الترتيب الشائعة في الطلبات الفريدة األخرى كلما زادت إمكانية تصنيعها - مع الستفادة من منهجية التصنيع. بعد ذلك، يعد مشروع «التصنيع» بمثابة دمج بين التصنيع وإدارة المشاريع على مستوى يمكن الستفادة فيه من الميزة القصوى إلى الميزة المالية للشركة.
1. ↑  El-Mehalawi، Mohamed. "Scheduling and Controls of Project Manufacturing" (PDF). مؤرشف من الأصل (PDF) في 2017-08-29. {{استشهاد بدورية محكمة}}: الاستشهاد بدورية محكمة يطلب |دورية محكمة= (مساعدة)
2. ↑  Debra White؛ Kim Koster. Project Manufacturing for Dummies. {{استشهاد بكتاب}}: |عمل= تُجوهل (مساعدة) وروابط خارجية في |عمل= (مساعدة)